# 머무르지 않는 사랑
〈머무르지 않는 사랑〉(일본어: とどまることのない愛 도도마루코토노나이아이[*], 토도마루코토노나이아이)는 코마츠 미호의 열세 번째 싱글, 2001년 5월 30일에 발매됐다.

## 개요
- 첫 논타이업 작품이다. 커플링곡으로 2곡을 수록하고 있지만, 커플링곡에 오리지널곡 2곡의 수록은 첫 시도이다(비슷하게 커플링곡을 2곡 수록한 10번째 싱글 〈당신이 있으니까〉의 경우는 오리지널곡 1곡에 어레인지 노래 1곡).

## 수록곡
1. 머무르지 않는 사랑(とどまることのない愛)
  - 작사 · 작곡: 코마츠 미호, 편곡: 오가 요시노부
2. glass
  - 작사 · 작곡: 코마츠 미호, 편곡: 오가 요시노부
3. NAKED
  - 작사 · 작곡: 코마츠 미호, 편곡: 오가 요시노부
4. 머무르지 않는 사랑 (instrumental)